# Puntuación de Weissman
La puntuación Weissman es una métrica de rendimiento para aplicaciones de compresión sin pérdida. Fue desarrollado por Tsachy Weissman, profesor de la Universidad de Stanford, y Vinith Misra, estudiante de posgrado, a pedido de los productores de la serie de televisión de HBO Silicon Valley, un programa de televisión sobre una empresa tecnológica ficticia que trabaja en un algoritmo de compresión de datos.  Compara tanto el tiempo requerido como la relación de compresión de las aplicaciones medidas, con los de un estándar de facto según el tipo de datos.
La fórmula es: donde r es la relación de compresión, T es el tiempo necesario para comprimir, las resaltadas son las mismas métricas para un compresor estándar y alfa es una constante de escala. {\displaystyle W=\alpha {r \over {\overline {r}}}{\log {\overline {T}} \over \log {T}}}
El puntaje Weissman ha sido utilizado por Daniel Reiter Horn y Mehant Baid de Dropbox para explicar trabajos reales sobre compresión sin pérdida. Según los autores, este «favorece la velocidad de compresión sobre la relación en la mayoría de los casos».

## Ejemplo
Este ejemplo muestra la puntuación de los datos del Premio Hutter,utilizando paq8f como estándar y 1 como constante de escala.
| Aplicación | Relación de compresión | Tiempo de compresión [min] | Puntuación de Weissman |
| ---------- | ---------------------- | -------------------------- | ---------------------- |
| paq8f      | 5.467600               | 300                        | 1.000000               |
| Raq8g      | 5.514990               | 420                        | 0,720477               |
| paq8hkcc   | 5.682593               | 300                        | 1.039321               |
| paq8hp1    | 5.692566               | 300                        | 1.041145               |
| paq8hp2    | 5.750279               | 300                        | 1.051701               |
| paq8hp3    | 5.800033               | 300                        | 1.060801               |
| paq8hp4    | 5.868829               | 300                        | 1.073826               |
| paq8hp5    | 5.917719               | 300                        | 1.082325               |
| paq8hp6    | 5.976643               | 300                        | 1.093102               |
| paq8hp12   | 6.104276               | 540                        | 0,620247               |
| descomp8   | 6.261574               | 540                        | 0,63623                |
| descomp8   | 6.276295               | 540                        | 0,637726               |

## Limitaciones
Aunque el valor es relativo a los estándares con los que se compara, la unidad utilizada para medir los tiempos cambia la puntuación (ver ejemplos 1 y 2). Esto es una consecuencia del requisito de que el argumento de la función logarítmica debe ser adimensional. El multiplicador tampoco puede tener un valor numérico de 1 o menos, porque el logaritmo de 1 es 0 (ejemplos 3 y 4), y el logaritmo de cualquier valor menor que 1 es negativo (ejemplos 5 y 6); eso daría como resultado puntuaciones de valor 0 (incluso con cambios), indefinidas o negativas (incluso si son mejores que las positivas).
| # | Standard compressor    | Standard compressor  | Standard compressor        | Scored compressor   | Scored compressor                  | Scored compressor         | Puntuación Weissman                        | Observaciones                                                                                  |
| # | Relación de compresión | Tiempo de compresión | Log (tiempo de compresión) | Razón de compresión | Tiempo transcurrido para comprimir | Log (tiempo transcurrido) | Puntuación Weissman                        | Observaciones                                                                                  |
| - | ---------------------- | -------------------- | -------------------------- | ------------------- | ---------------------------------- | ------------------------- | ------------------------------------------ | ---------------------------------------------------------------------------------------------- |
| 1 | 2.1                    | 2 min                | 0.30103                    | 3.4                 | 3 min                              | 0.477121                  | 1×(3.4/2.1)×(0.30103/0.477121)=1.021506    | El cambio en la unidad o escala cambia el resultado.                                           |
| 2 | 2.1                    | 120 seg              | 2.079181                   | 3.4                 | 180 seg                            | 2.255273                  | 1×(3.4/2.1)×(2.079181/2.255273)=1.492632   | El cambio en la unidad o escala cambia el resultado.                                           |
| 3 | 2.2                    | 1 min                | 0                          | 3.3                 | 1.5 min                            | 0.176091                  | 1×(3.3/2.2)×(0/0.176091)=0                 | Si el tiempo es 1, su logaritmo es 0; entonces el puntaje puede ser 0 o infinito.              |
| 4 | 2.2                    | 0.667 min            | −0.176091                  | 3.3                 | 1 min                              | 0                         | 1×(3.3/2.2)×(−0.176091/0)= Infinito        | Si el tiempo es 1, su logaritmo es 0; entonces el puntaje puede ser 0 o infinito.              |
| 5 | 1.6                    | 0.5 h                | −0.30103                   | 2.9                 | 1.1 h                              | 0.041393                  | 1×(2.9/1.6)×(−0.30103/0.041393)=−13.18138  | Si el tiempo es menor que 1, su logaritmo es negativo; entonces el puntaje puede ser negativo. |
| 6 | 1.6                    | 1.1 h                | 0.041393                   | 1.6                 | 0.9 h                              | −0.045757                 | 1×(1.6/1.6)×(0.041393/−0.045757)=−0.904627 | Si el tiempo es menor que 1, su logaritmo es negativo; entonces el puntaje puede ser negativo. |